# Thermen van Beiroet
De Thermen van Beiroet of de Termen van Berytus zijn de Romeinse thermen van Beiroet. Deze Romeinse ruïnes liggen in het Centrum van Beiroet. Rondom de thermen zijn nu regeringsgebouwen te vinden en de Tuinen van vergeving. De termen zijn gelegen tussen de Capijcijnerstraat en de Bankenstraat. De archeologische opgraving werd ontdekt in 1968 en gerenoveerd in de jaren 1990.